# Аламо-Лейк (Аризона)
Аламо-Лейк (англ. Alamo Lake) — переписна місцевість (CDP) в США, в окрузі Ла-Пас штату Аризона. Населення — 4 особи (2020).

## Географія
Аламо-Лейк розташоване за координатами 34°15′21″ пн. ш. 113°30′1″ зх. д. / 34.25583° пн. ш. 113.50028° зх. д. (34.255853, -113.500316).  За даними Бюро перепису населення США в 2010 році переписна місцевість мала площу 120,59 км², з яких 113,80 км² — суходіл та 6,79 км² — водойми.

## Демографія
Згідно з переписом 2010 року, у переписній місцевості мешкало 25 осіб у 16 домогосподарствах у складі 9 родин. Густота населення становила 0 осіб/км².  Було 31 помешкання (0/км²).
Расовий склад населення:
| - 100,0 % — білих |

До двох чи більше рас належало 0,0 %. Частка іспаномовних становила 0,0 % від усіх жителів.
За віковим діапазоном населення розподілялося таким чином: 0,0 % — особи молодші 18 років, 60,0 % — особи у віці 18—64 років, 40,0 % — особи у віці 65 років та старші. Медіана віку мешканця становила 60,8 року. На 100 осіб жіночої статі у переписній місцевості припадало 150,0 чоловіків;  на 100 жінок у віці від 18 років та старших — 150,0 чоловіків також старших 18 років.
Цивільне працевлаштоване населення становило 0 осіб. 